# Mali Air Express
Mali Air Express (ранее Avion-Express) — авиакомпания Мали занимающаяся пассажирскими перевозками. Базируется в Международном аэропорту имени Модибо Кейта в Бамако.

## История
Авиакомпания была основана в 2001 году под именем Societe Avion Express (SAE). Но в 2005 году авиакомпания сменила название на Mali Air Express.
В 2004 основными направлениями полётов авиакомпании были города Йелимане, Каес, Мопти, Тимбукту.
Рейсы выполнялись на двух самолётах Saab 340A (3X-GED, 3X-GEJ). 
На 2008 год авиакомпания обеспечивала большую часть внутренних перевозок.
В феврале 2013 года авиакомпания признала задолженность перед организацией Aéroports du Mali в размере 75,5 миллионов западноафриканских франков и должна была погасить её до 12 марта 2013 года. Однако под руководством временного генерального директора Дауды Дембеле в Aéroports du Mali не применялись процедуры мониторинга и взыскания долгов. Поэтому до 30 сентября 2017 года авиакомпания Mali Air Express не производила выплат по задолженности.